# Debrzno-Wieś

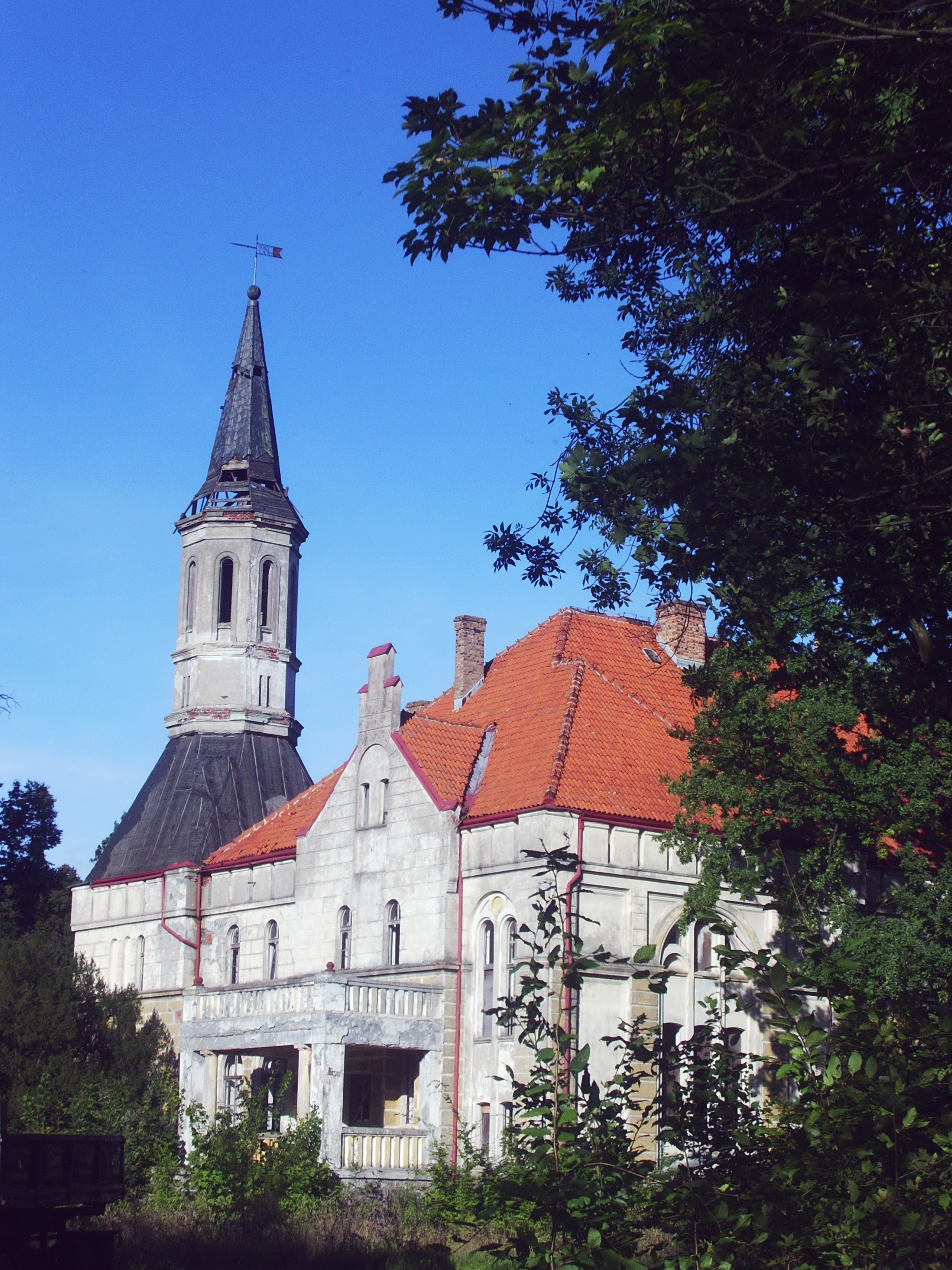
Schloss

Debrzno-Wieś (deutsch Dobrin, früher Dobbrin) ist ein Dorf bei der Stadt  Złotów (Flatow) in der polnischen Woiwodschaft Großpolen. Es gehört zur  Landgemeinde Lipka im Powiat Złotowski.

## Geographische Lage
Das Dorf liegt im Netzedistrikt im ehemaligen Westpreußen, etwa vier Kilometer nördlich des Dorfs Lipka (Linde), 23 Kilometer nordöstlich der Stadt  Złotów (Flatow) und 175 Kilometer östlich von Stettin (Szczecin).

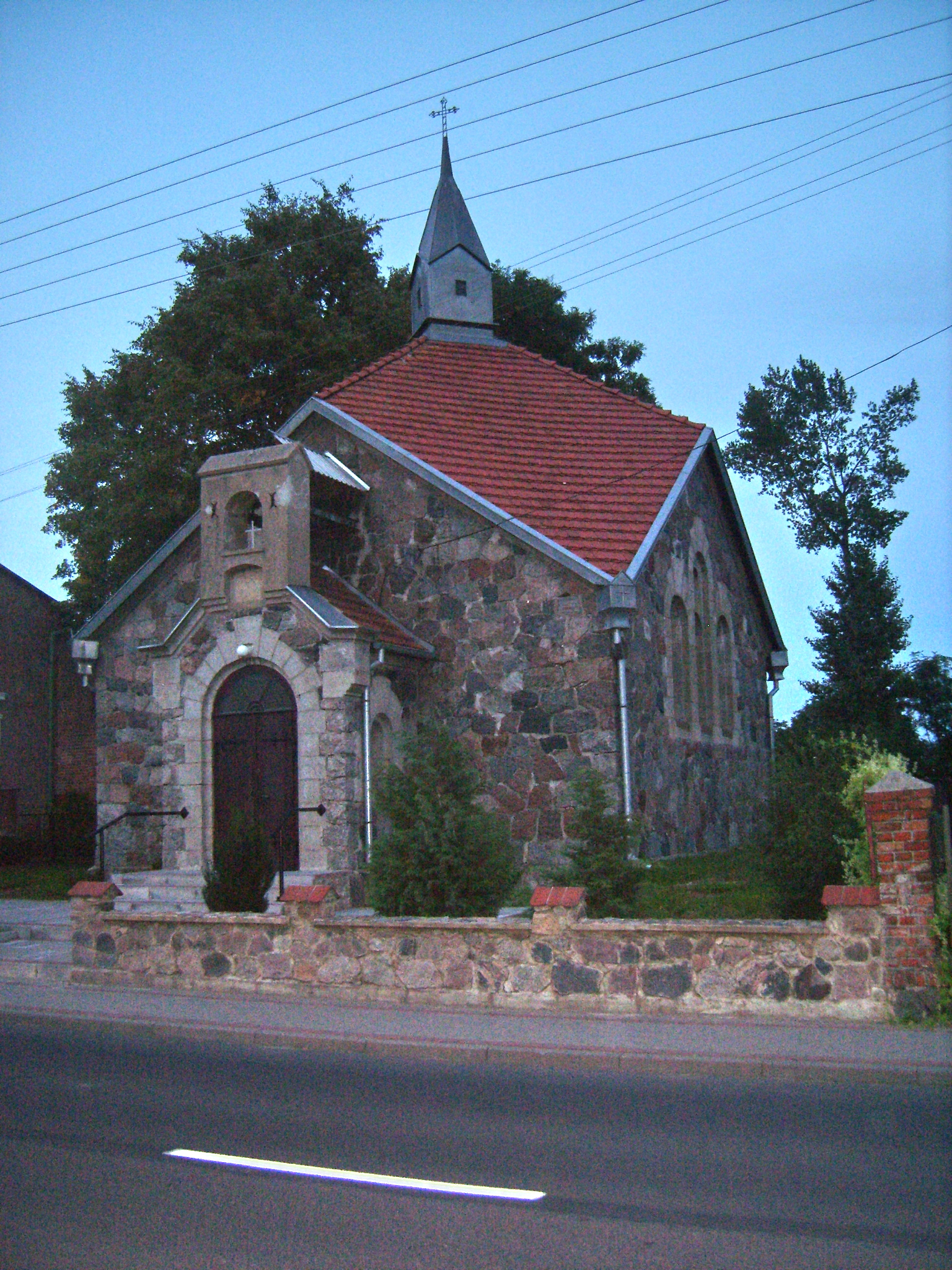
Dorfkapelle

## Geschichte
Das Dorf ist in dem  ehemaligen Gutsbezirk Dobrin entstanden, zu dem mehrere adlige Güter gehörten.  Im 18. Jahrhundert war die Ortschaft Dobbrin ein Marktflecken, der mit der Stadt Preußisch Friedland eine gemeinsame Grenze hatte und in dem regelmäßig  Jahrmärkte stattfanden. Im Ort wohnten mehrere jüdische Familien, die hier eine Synagoge und einen Friedhof hatten.
Das seinerzeit etwa 1500 ha große Rittergut mit Schloss kaufte im Jahre 1869 der Kreisdeputierte Leberecht Wilckens (1824–1900). Dessen jüngerer Sohn Fritz (von) Wilckens (1861–1913), der 1911 vom preußischen König in den erblichen Adelsstand als von Wilckens erhoben wurde, wandelte das Gut 1909 in ein Fideikommiss um, wobei er seine beiden Söhne als Fideikommiss-Anwärter  einsetzte. Im Jahr 1896 war noch der ältere Bruder Hans Wilckens (1857–1891)  (in Bärenwalde, Kreis Schlochau) als Besitzer des Guts mit Brennerei und Ziegelei genannt worden, der es von dem Administrator Gröschke verwalten ließ. Das Gut Dobrin hatte 1903 mit Annenfelde, Klein Fier, Minnenrode und Neu-Dobrin einen Umfang von zusammen 1666 ha. Besitzer war Fritz (von) Wilckens. Ihm folgte als Gutsbesitzer der Herrschaft Dobrin samt allen Vorwerken sein jüngerer Sohn Fritz Jochem von Wilckens, verheiratet mit Margarethe Reinhard, Tochter der Margarethe Meyer und des Generals Wilhelm Reinhard.
Am 1. April 1927 betrug die Flächengröße des Guts Dobrin 1631 ha, und 1925 wohnten im Gutsbezirk 712 Personen. Die Gemeindefläche von Dobrin war Anfang der 1930er Jahre 20,3 km² groß, und auf ihr standen 95 Wohnhäuser an sechs verschiedenen Wohnorten:
- Annenfelde
- Dobrin
- Kolonie Kleinfier
- Minnenrode
- Vorwerk Minnenrode
- Ziegelei

Dobrin war der Hauptwohnort der Gemeinde Dobrin.
Dobrin war bis 1945 eine selbständige Landgemeinde im Landkreis Flatow. Mit dem Kreis Flatow gehörte Dobrin bis zum Inkrafttreten des Versailler Vertrags 1920 nach dem Ersten Weltkrieg zur Provinz Westpreußen, danach zur Provinz Grenzmark Posen-Westpreußen und seit deren Auflösung 1938 zur Provinz Pommern.
Ende Januar/Anfang Februar 1945, kurz vor dem Ende des Zweiten Weltkriegs, wurde die Region von der Roten Armee eingenommen. Ein Großteil der Bewohner flüchtete vor den Kampfhandlungen in Pferdewagentrecks, darunter auch die Gutsbesitzerfamilie des Fritz Jochem von Wilckens, die im Januar 1945 zusammen mit den Bedienstetenfamilien des Gutsbetriebs mit einem Pferdewagentreck aufgebrochen war. Viele mussten jedoch zurückkehren oder wurden später von den sowjetischen Soldaten zurückgeschickt und nur wenigen gelang die Flucht in den Westen. Einwohner von Dobrin, die im Dorf verblieben waren, wurden später von den Besatzern zu Arbeiten herangezogen, so zum Beispiel am 28. Februar, als sie zu diesem Zweck von Sowjetsoldaten im Wald von Bärenwalde zusammengetrieben wurden. 1945 erfolgte die Enteignung, die Familie von Wilckens-Dobrin lebte dann in Lübeck.
Bald nach der Besetzung durch die Rote Armee wurde Dobrin seitens der sowjetischen Besatzungsmacht der Volksrepublik Polen zur Verwaltung überlassen. In der darauf folgenden Zeit wurden die Dorfbewohner von der polnischen Administration aus Dobrin vertrieben. Das deutsche Dorf Dobrin wurde in Debrzno-Wieś umbenannt.

### Demographie
| Jahr | Einwohner | Anmerkungen |
| ---- | --------- | --- |
| 1766 | 431       | [ 12 ] |
| 1783 | –         | adliger Marktflecken und Vorwerk mit Ziegelei und einer Juden-Synagoge sowie 18 Feuerstellen (Haushaltungen) |
| 1818 | 285       | adliges Hauptgut mit 277 Einwohnern und adlige Ziegelei mit acht Einwohnern |
| 1837 | ca. 300   | [ 15 ] |
| 1852 | 490       | [ 12 ] |
| 1864 | 596       | [ 12 ] |
| 1910 | 944       | am 1. Dezember, davon 317 im Dorf (259 Evangelische und 58 Katholiken; zwei Einwohner mit polnischer Muttersprache) und 627 im Gutsbezirk (darunter 508 Evangelische und 115 Katholiken; neun Einwohner mit polnischer Muttersprache) |
| 1925 | 966       | davon 820 Protestanten, 118 Katholiken und sechs Juden; 712 Einwohner im Gutsbezirk |
| 1933 | 821       | [ 17 ] |
| 1939 | 852       | [ 17 ] |